# San Ildefonso (Volk)

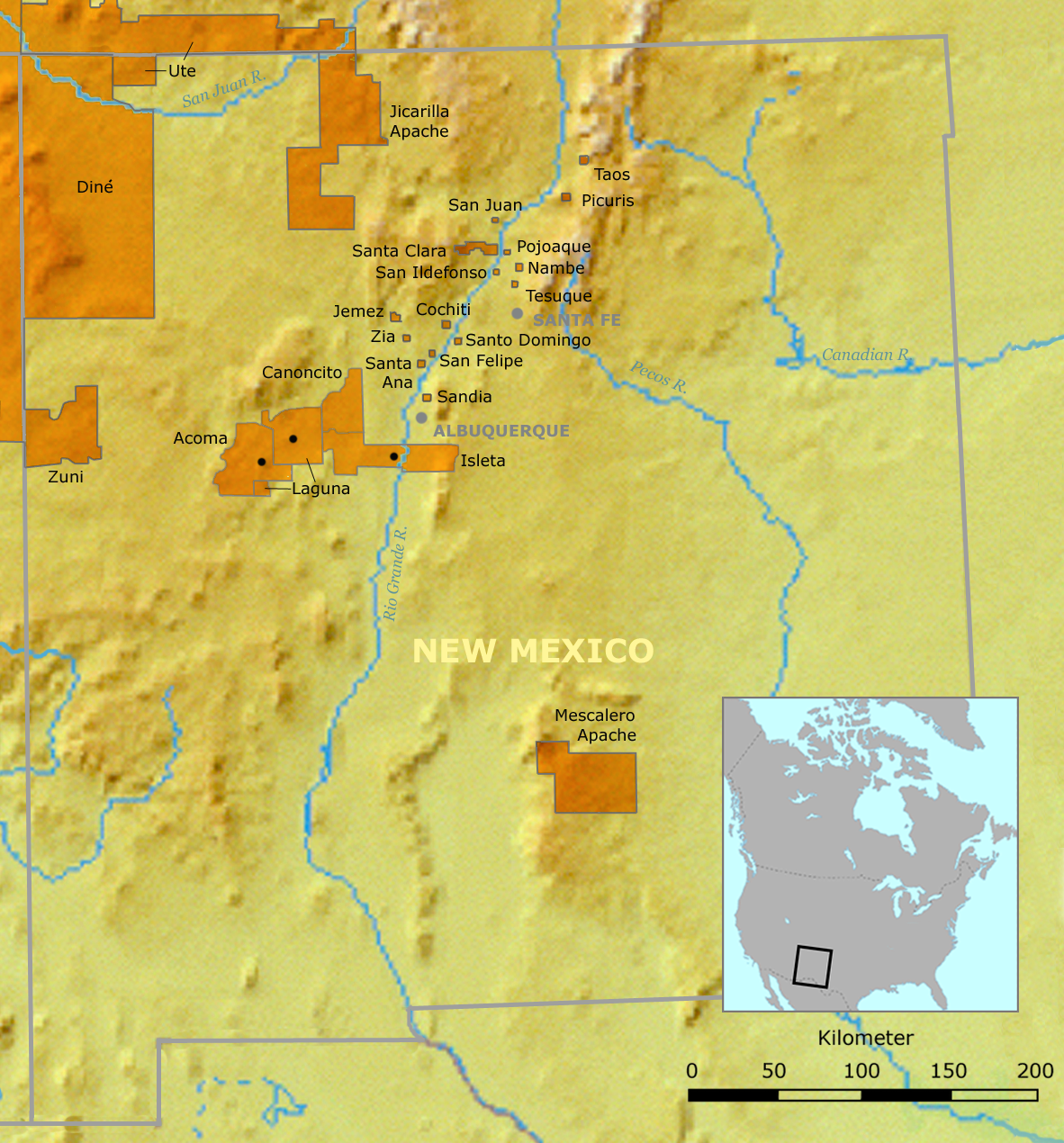
Lage des San-Ildefonso-Pueblos, benachbarter Pueblos und Reservate in New Mexico

Die Bewohner von San Ildefonso sind Pueblo-Indianer und sprechen Tewa, eine Sprache aus der Kiowa-Tano-Sprachfamilie. San Ildefonso ist der spanische Name für Sankt Ildefonsus. Die Spanier benannten ihre Missionen nach Heiligen der katholischen Kirche. Der indianische Eigenname lautet Pokwoge und bedeutet Wo das Wasser durchschneidet. Der Pueblo liegt im Südwesten der USA, am Rio Grande in New Mexico, etwa 40 km nordwestlich von Santa Fe am Fuß der Pajarito Mountains.

## Geschichte
Nach ihrer Überlieferung haben die Vorfahren in den Klippenhäusern von Mesa Verde gelebt. Aus archäologischen Funden weiß man, dass die Indianer von San Ildefonso, gemeinsam mit anderen Tewa sprechenden Gruppen, drei Dörfer auf dem Pajarito Plateau bewohnt haben, bevor sie in die heutige Gegend zogen.
Sie haben dieses Gebiet seit 1300 n. Chr. bewohnt, obwohl die Lage des Dorfes einige Male geändert wurde. Das von Juan de Oñate 1598 besuchte Dorf lag fast zwei Kilometer vom heutigen Pueblo entfernt.
Im Jahre 1617 errichteten die Spanier eine Mission im Dorf. Sie wurde von den Indianern zerstört, als sie sich 1680 am Pueblo-Aufstand beteiligten. Die heutige Kirche wurde erst 1905 erbaut.
Auf der Suche nach einer leichter gegen die Spanier zu verteidigenden Ortslage des Pueblos verließ das Volk sein Dorf 1694 und zog auf den Gipfel der nahegelegenen Black Mesa. Gemeinsam mit Verbündeten aus benachbarten Stämmen widerstanden sie hier erfolgreich drei Angriffen von Diego de Vargas Truppen. Nachdem sie neun Monaten in dieser Mesa-Festung ausgehalten hatten, gaben sie endlich auf und kehrten in ihr Dorf zurück.
Missernten und fortwährende religiöse Unterdrückung führten 1696 zu einer weiteren Revolte gegen die spanische Herrschaft. Die meisten Einwohner verließen erneut ihren Pueblo und suchten bei anderen Stämmen Zuflucht; einige zogen weit nach Westen zu den Dörfern der Hopi, um dort zu bleiben. 1702 besiedelten die Spanier den Pueblo San Ildefonso mit anderen Tewa sprechenden Indianern.
Das Dorf hatte weiterhin gegen Notlagen zu kämpfen. Im späten 18. Jahrhundert starb schätzungsweise die Hälfte der Einwohner an einer Pockenepidemie. Die religiöse Unterdrückung dauerte an und San Ildefonso wurde der Schauplatz einer Anzahl von Hexenprozessen.
Um weiteres Unglück abzuwenden, entschieden die geistlichen Führer des Pueblos im Jahre 1910, die Ortslage des Dorfes zu wechseln. Etwa die Hälfte der Einwohner zog nach Süden zu dem heute als South Plaza bekannten Ort; die andere Hälfte widersetzte sich dem Umzug und blieb weiterhin in der North Plaza wohnen. Das Ergebnis war eine ernsthafte politische Spaltung, weil sich die religiösen Führer im südlichen Dorf sammelten, während die weltlichen Offiziellen im nördlichen Dorf blieben. Diese Trennung blieb über fünfzig Jahre bestehen, ist aber heute völlig aufgehoben, denn die Dorfentwicklung zeigt einen kooperativen Gemeinschaftsgeist.

## Religion
Die Religion ist der wichtigste Aspekt im Leben der San Ildefonso. Sie vereint das Volk und stärkt den Gemeinschaftsgeist. Männer und Frauen sind gleichberechtigt und geben den Glauben an ihre Kinder weiter. Alle Erwachsenen gehören zur Religionsgemeinschaft. Personen anderen Glaubens, also Weiße und auch Indianer anderer Stämme, dürfen nicht an den besonderen religiösen Zeremonien teilnehmen, es sei denn, sie sind Angehörige anderer Tewa-Stämme oder Pueblo-Indianer.

## Kultur

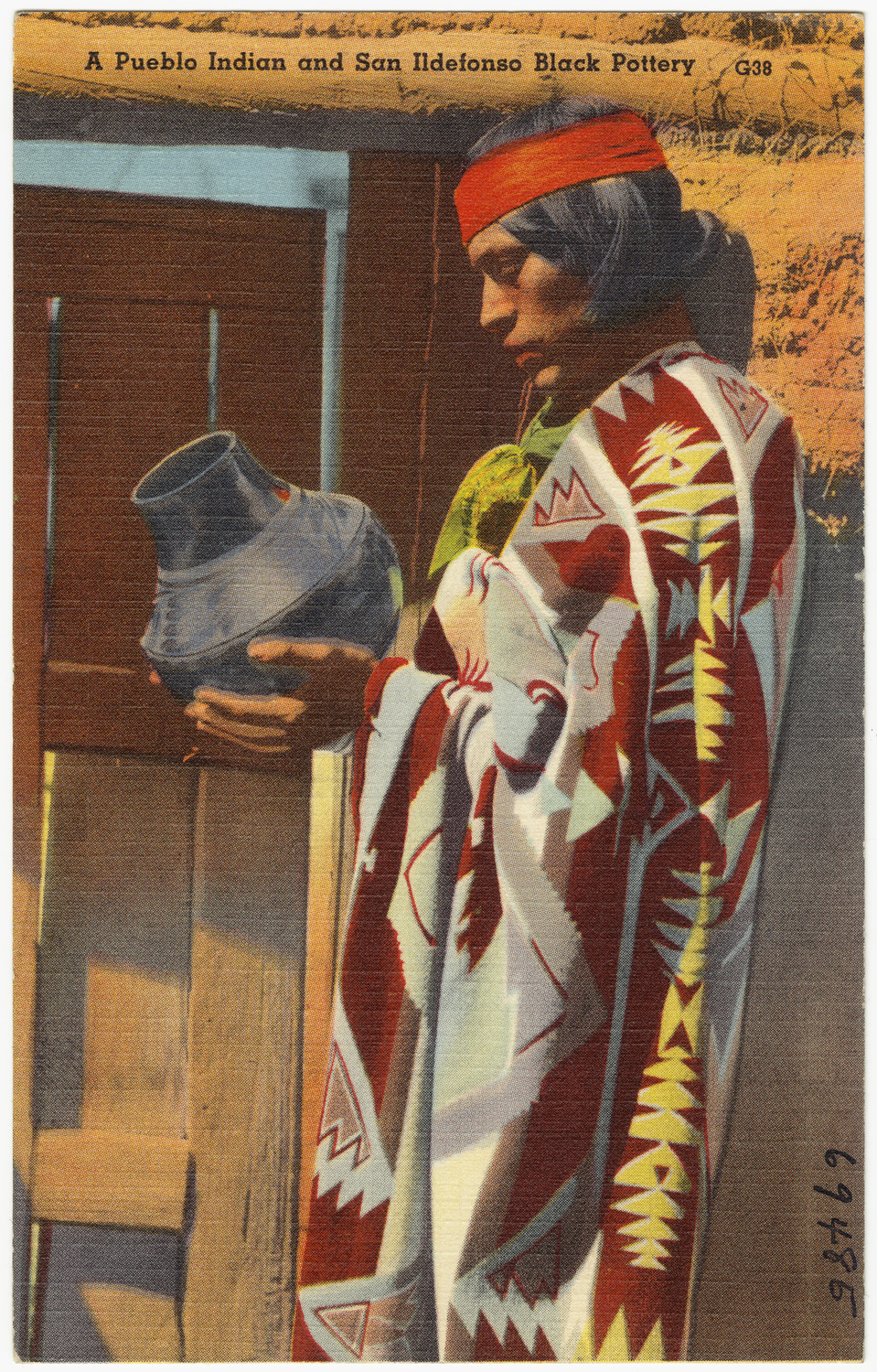
Pueblo-Indianer mit schwarzer San Ildefonso Töpferwaren

Die berühmten polierten schwarzen Töpferwaren aus San Ildefonso sind die Wiederbelebung einer früheren Handwerkskunst, von der Stücke in den Ruinen auf dem Pajarito Plateau gefunden wurden. Versuche zur Nachbildung dieser historischen Funde wurden von der School of American Research in Santa Fe eingeleitet. Diese Experimente waren so erfolgreich, dass die Herstellung dieser Töpferwaren schon bald zu einer wichtigen Einkommensquelle des Pueblos wurde. Im Jahre 1919 begann die berühmteste aller indianischen Töpferinnen, Maria Martinez, und ihr Ehemann Julian mit der Herstellung polierter, mit matten schwarzen Mustern verzierter, Stücke. Rosalie Aguilar fertigte 1931 die ersten gravierten Exemplare. Eine Reihe exzellenter Töpfer setzten die Arbeit fort und stellten schöne polierte, schwarze und rote, Stücke unter Anwendung beider dekorativer Techniken her. Im Jahr 2000 gab es 494, davon 300 ständige, Bewohner in dem rund 104 km² großen Reservat.